# Эстан
Эста́н (фр. Estang) — коммуна во Франции, находится в регионе Юг — Пиренеи. Департамент — Жер. Входит в состав кантона Казобон. Округ коммуны — Кондом.
Код INSEE коммуны — 32127.

## География
Коммуна расположена приблизительно в 590 км к югу от Парижа, в 130 км западнее Тулузы, в 65 км к северо-западу от Оша.

## Климат
Климат умеренно-океанический. Лето жаркое и немного дождливое, температура часто превышает 35 °С. Зимой часто бывает отрицательная температура и ночные заморозки. Годовое количество осадков — 700—900 мм.

## Население
Население коммуны на 2010 год составляло 630 человек.
| 1962 | 1968 | 1975 | 1982 | 1990 | 1999 | 2010 |
| ---- | ---- | ---- | ---- | ---- | ---- | ---- |
| 942  | 892  | 847  | 818  | 724  | 646  | 630  |

## Администрация
| Период | Период | Фамилия     | Партия | Примечания |
| ------ | ------ | ----------- | ------ | ---------- |
| 2001   | 2014   | Жак Коэн    |        |            |
| 2014   | 2020   | Франс Дюкос |        |            |

## Экономика
В 2010 году среди 363 человек трудоспособного возраста (15-64 лет) 246 были экономически активными, 117 — неактивными (показатель активности — 67,8 %, в 1999 году было 64,6 %). Из 246 активных жителей работали 217 человек (110 мужчин и 107 женщин), безработных было 29 (13 мужчин и 16 женщин). Среди 117 неактивных 25 человек были учениками или студентами, 63 — пенсионерами, 29 были неактивными по другим причинам.

## Достопримечательности
- Церковь Нотр-Дам (XII век). Исторический памятник с 1998 года[4]
- Арена для боя быков (1901 год). Исторический памятник с 1993 года[5]

## Фотогалерея

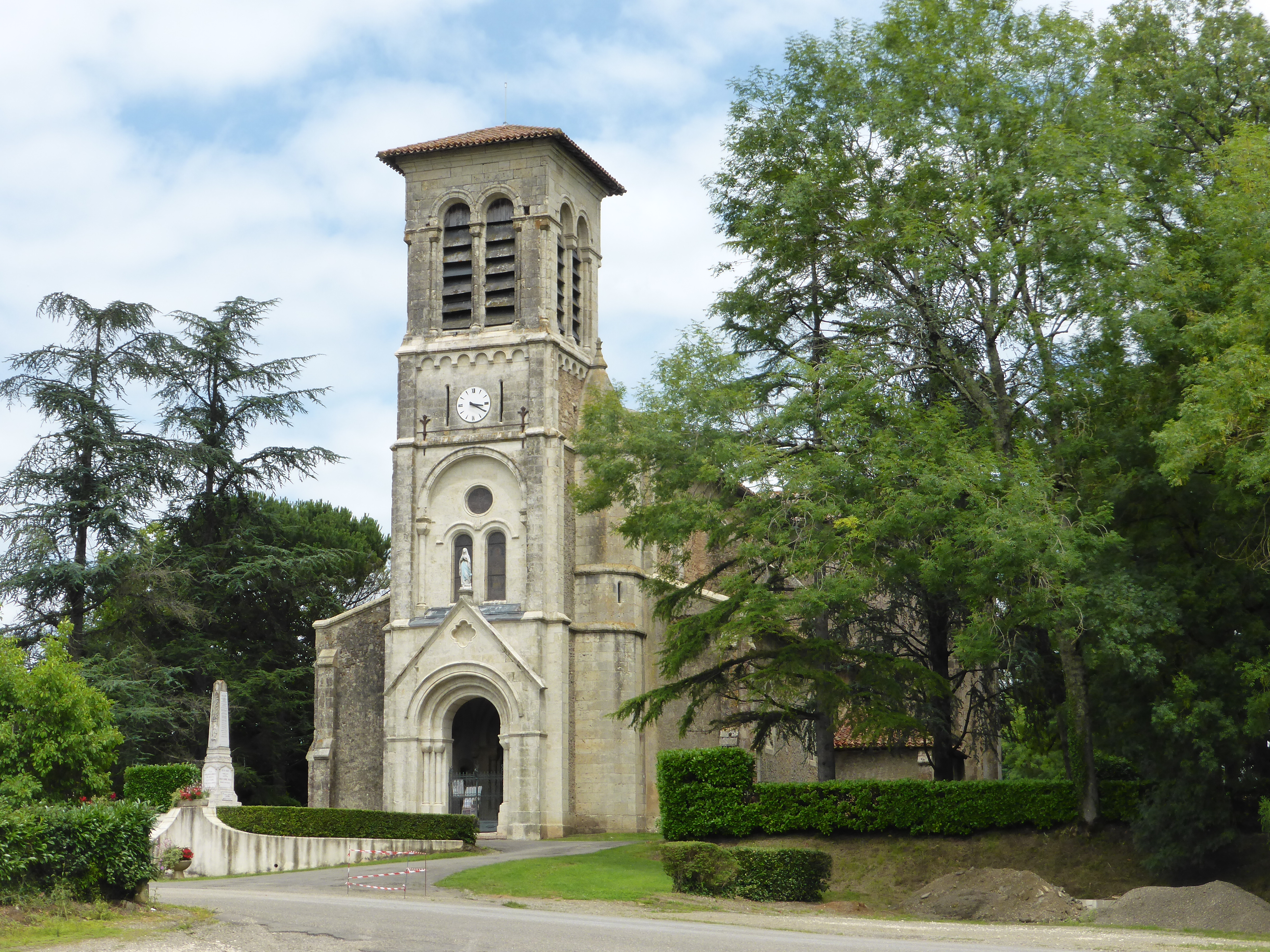
Церковь Нотр-Дам
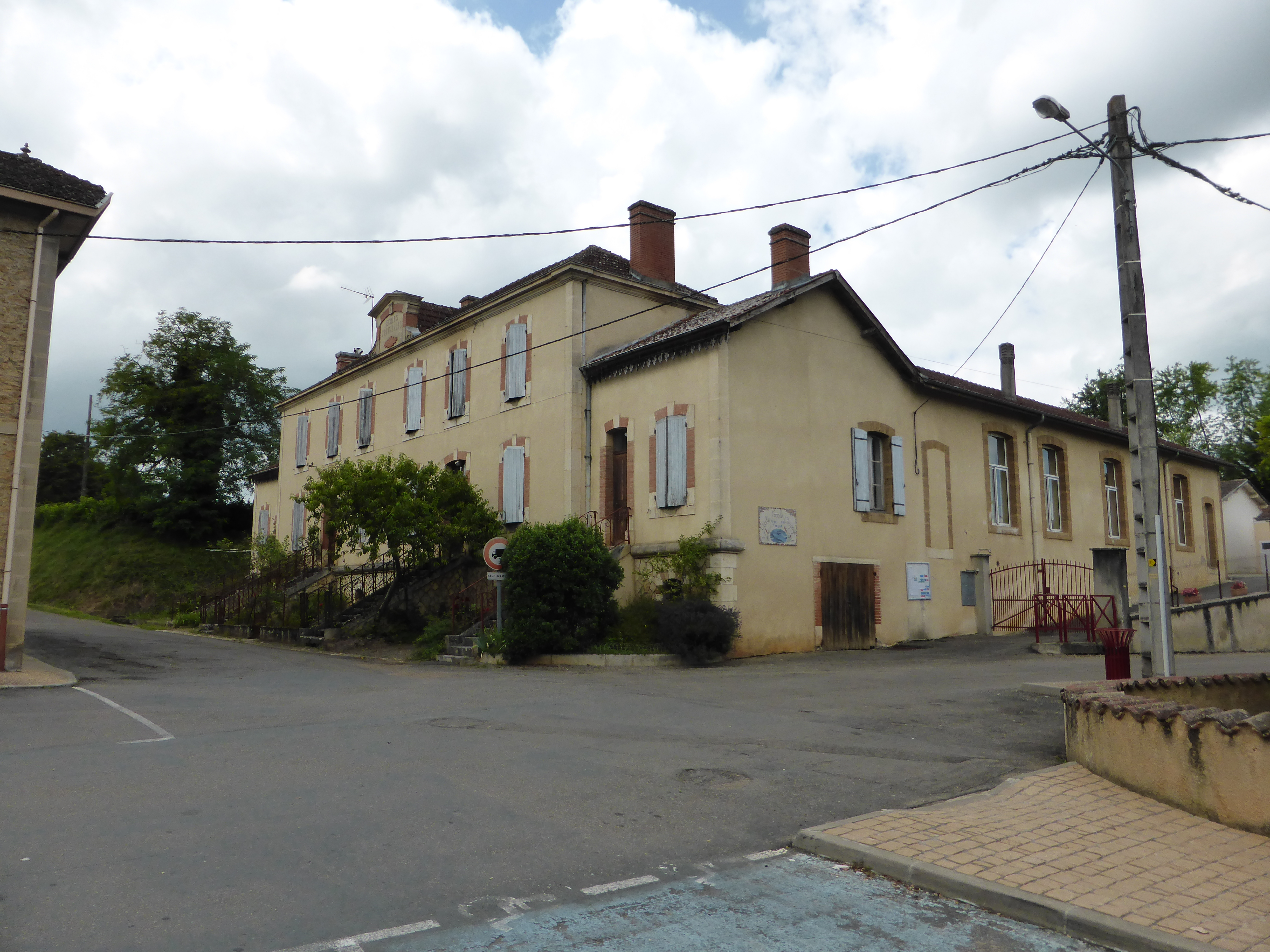
Школа
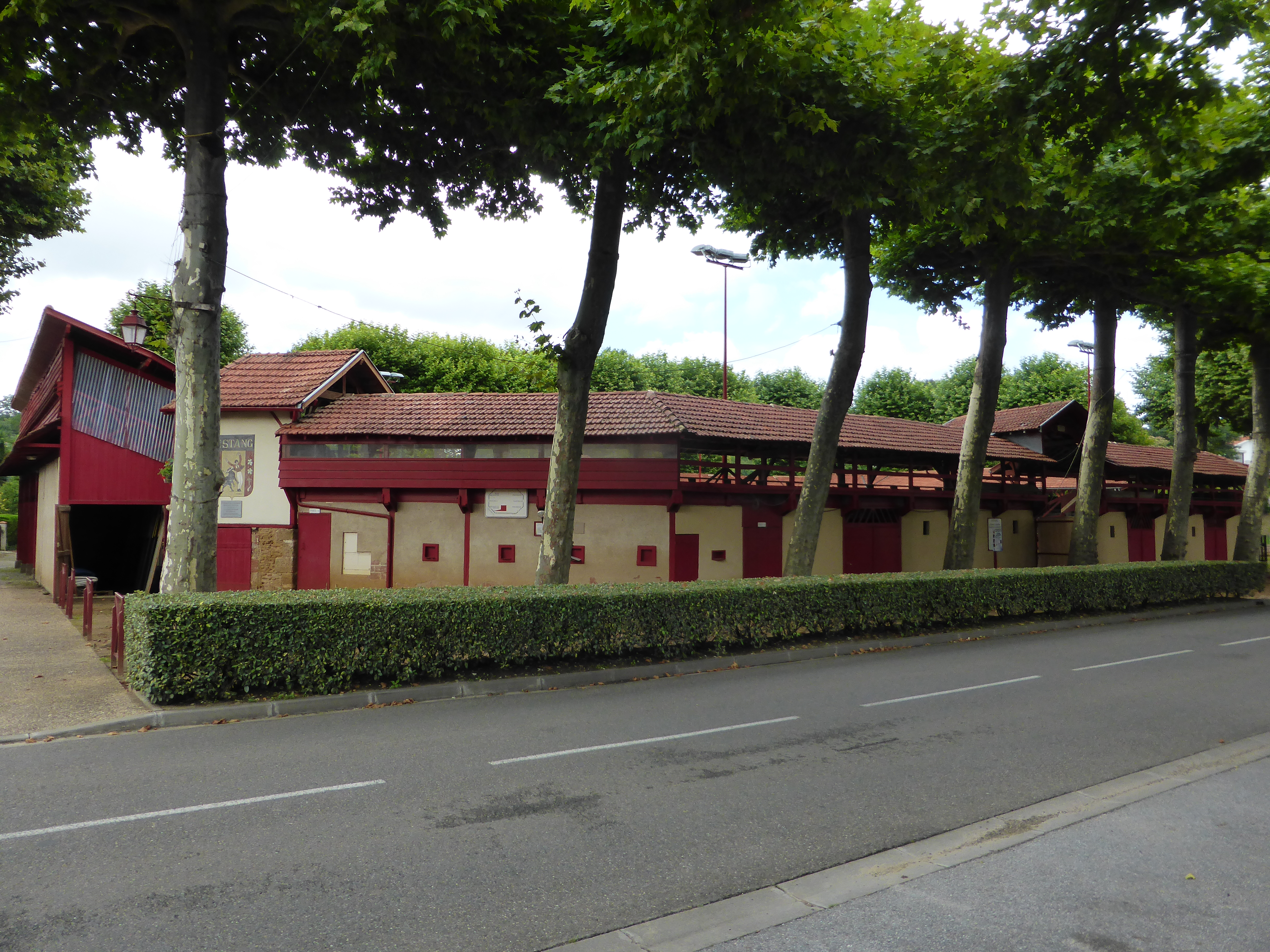
Арена для боя быков
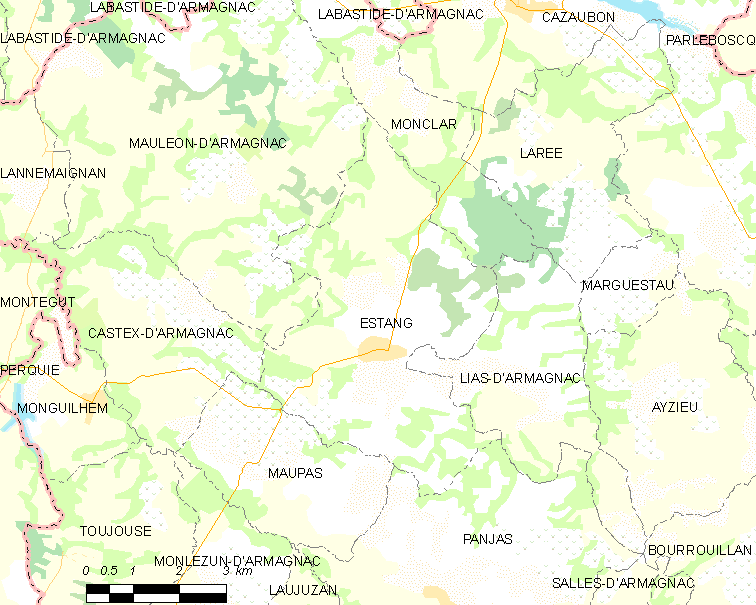
Карта коммуны